# Ugovor o zakupu
Ugovor o zakupu je ugovor kojim se jedan ugovornik (zakupodavac) obavezuje da preda određenu nepotrošnu stvar na upotrebu drugome ugovorniku (zakupcu), a ovaj se obavezuje da mu za to plaća određenu naknadu (zakupninu) i da mu po isteku određenog vremena istu stvar vrati. Upotreba obuhvata i prisvajanje određenih plodova stvari (prihoda), ako nije drukčije ugovoreno ili uobičajeno. Potpisivanjem ugovora o zakupu, zakupac dobija samo ovlašćenje upotrebe određene stvari, ali ta stvar ostaje u vlasništvu zakupodavca. Zakup je uvek ugovor sa naknadom (konsensualan ugovor).

#### Zakupodavac
Zakupodavac je lice koje daje u zakup drugom licu (zakupoprimcu) određenu nepotrošnu stvar na određeno vreme, za šta dobija naknadu (zakupninu). Osnovne obaveze zakupodavca koje proizilaze iz ugovora o zakupu su: 
- Obaveza predaje stvari – Zakupodavac je dužan da zakupoprimcu preda predmet zakupa u ispravnom stanju. Način predaje može biti faktičkim uručenjem stvari tj. iz ruke u ruku, simboličnom predajom npr. ključeva i slično. Ugovorom se definišu vreme i mesto predaje zakupljene stvari, a pravilo je da troškove predaje stvari snosi sam zakupodavac.

- Obaveza održavanja stvari – Zakupodavac je dužan da predmet zakupa održava u podesnom stanju i za vreme trajanja zakupa. Troškove redovne upotrebe i tekućih održavanja (manji troškovi, troškovi sitnih opravki) snosi zakupoprimac, dok zakupodavac snosi sve troškove koji proizilaze iz fiskalnih i drugih propisa, kao što su npr. porez, odgovarajući doprinos, obavezno osiguranje, ali sve ovo pod pretpostavkom da pitanje snošenja troškova nije drukčije određeno Zakonom ili predviđeno ugovorom.

- Obaveza zaštite – Zakupodavac ima obavezu zaštite zakupoprimca u slučaju pravnih i fizičkih nedostataka stvari. Zaštita podrazumeva: zaštitu u slučaju pravnog uznemiravanja (tzv. zaštita od evikcije) i zaštitu u slučaju pravnih i fizičkih nedostataka stvari (tzv. zaštita od mana). Ukoliko neko želi npr. da oduzme predmet zakupa od zakupoprimca, isti se obraća zakupodavcu tražeći pomoć. Što se tiče odgovornosti za materijalne nedostatke stvari, zakupodavac odgovara zakupcu za sve skrivene materijalne nedostatke koji ometaju redovnu ili ugovorenu upotrebu, bez  obzira da li je on znao za njih ili nije znao.[2]. Ali ukoliko je zakupac znao za nedostatke, zakupodavac neće odgovarati.

Pored ovih osnovnih obaveza, zakupodavac može prihvatiti i neke druge obaveze koje su posebnim zakonom predviđene.

#### Zakupac
Zakupac je lice koja uzima u zakup određenu nepotrošnu stvar od drugog lica (zakupodavca) na određeno vreme za šta plaća naknadu (zakupninu). Osnovne obaveze zakupca koje proizilaze iz ugovora o zakupu su: 
- Obaveza plaćanja zakupnine – Zakupac je obavezan da plaća zakupninu, koja predstavlja naknadu za korišćenje predmeta zakupa. Ovo je jedna od osnovnih obaveza zakupca i, ukoliko je ne izvršava, može doći do raskida ugovora.

- Obaveza upotrebe stvari prema ugovoru – Zakupac ima obavezu da zakupljenu stvar upotrebljava sa  pažnjom dobrog privrednika odnosno dobrog domaćina i to onako kako je određeno ugovorom ili namenom stvari. Ukoliko zakupac upotrebljava predmet zakupa  protivno njegovoj ugovornoj ili pretpostavljenoj nameni, on će odgovarati za svu štetu koja otuda proizilazi.

- 'Obaveza vraćanja zakupljene stvari – Zakupac je u obavezi da, po prestanku ugovora, vrati stvar zakupodavcu u istom stanju u kome je primio. Mesto i vreme vraćanja definišu se ugovorom, a ukoliko zakupac kasni sa vraćanjem, dužan je da plati zakupninu do momenta kašnjenja i eventualnu štetu koju je zakupodavac pretrpeo. Zakupac nije u ovoj obavezi ako je zakup prestao usled potpune propasti stvari usled više sile ili eksproprijacije zakupljene stvari. Rizik slučajne propasti stvari snosi zakupodavac kao vlasnik; zakupac će biti odgovoran samo u slučaju da je do propasti ili oštećenja stvari došlo usled njegove krivice.

Pored ovih osnovnih obaveza zakupac može prihvatiti i neke druge obaveze koje su rezultat dogovora sa zakupodavcem ili koje su posebno zakonom predviđene.

### Predmet zakupa
Predmet zakupa predstavlja stvar koju zakupodavac predaje zakupcu na upotrebu. Predmet zakupa je neka nepotrošna stvar, npr. poljoprivredno zemljište, voćnjak, poslovne prostorije, stan, nepokretnosti (automobil ili neke mašine), web prostor i slično. Između  ugovora o zakupu ovih predmeta postoji značajna razlika, tako da se razlikuje zakup koji ovlašćuje zakupca samo na upotrebu stvari koja ne daje nikakve plodove ni proizvode i zakup stvari ili prava koja daju plodove odnosno prihode. U prvom slučaju radi se samo o upotrebi, a u drugom reč je i o iskorišćavanju stvari odnosno prava. Predmet zakupa nikada ne može biti rad nekog lica, jer bi to bio domen ugovora o radu ili delu.

### Zakupnina
Zakupnina predstavlja naknadu koju zakupac daje zakupodavcu za ustupljeni predmet zakupa. Zakupnina se najčešće plaća novcem, ali može biti i u drugim stvarima. Visinu zakupnine kao i način plaćanja mogu odrediti ugovorne strane, ali ona može biti određena i Zakonom. Ugovorom se može odrediti da se zakupnina plaća odjednom ili u ratama, unapred, u trenutku zaključenja ugovora ili kasnije u toku trajanja ugovora ili po prestanku ugovora. Ukoliko zakupac ne isplaćuje zakupninu u ugovorenom roku, zakupodavac može otkazati ugovor. 

### Vreme trajanja zakupa
Ugovor o zakupu predstavlja ugovor čije se obaveze prostiru na određen vremenski period. Stranke, dakle, same određuju trajanje zakupa ali to vreme može biti i Zakonom određeno. Ako trajanje nije određeno smatra se da je ugovor zaključen na neodređeno vreme. U tom slučaju, ugovor o zakupu prestaje da važi kada jedna od strana (zakupodavac ili zakupac) otkaže ugovor u otkaznom roku. Ugovor se može zaključiti i na veoma dug period (npr. 99 godina) ili sa klauzulom koja podrazumeva prenošenje ugovora na naslednike zakupodavca ili zakupca. 

### Podzakup
Prema Zakonu o obligacionim odnosima, zakupac može zakupljenu stvar dati u zakup drugome (podzakup) ili mu je po kom drugom osnovu predati na upotrebu, ali samo ako se time ne nanosi šteta zakupodavcu. Npr. zakupac može dati u zakup deo stana koji je zakupio trećem licu. Prilikom zaključivanja ugovora o podzakupu, zakupac mora voditi računa o tome da je podzakup možda zakonom ili ugovorom o zakupu zabranjen. Na primer, u Zakonu Republike Srbije, poljoprivredno zemljište uneto u zakup ne sme se dati drugom licu na iskorišćavanje pod pretnjom ništavnosti ugovora. To je predviđao Osnovni zakon o iskorišćavanju poljoprivrednog zemljišta čl. 88. Ukoliko Zakonom nije zabranjeno ugovaranje podzakupa, onda je njegovo zasnivanje prepušteno volji stranaka. Ukoliko dođe do problema u naplati zakupnine od zakupca, zakupodavac može naplatiti zakupninu od podzakupca. 

### Prestanak zakupa
Ugovor o zakupu može prestati protekom određenog vremena ili na jedan od sledećih načina:
- Otkaz - predstavlja pravo zakupca ili zakupodavca da putem jednostrane izjave raskine ugovor o zakupu. Razlika između zakupa zaključenog na određeno vreme i zakupa na neodređeno vreme, vidi se u tome što prvi prestaje samim protokom vremena za koji je zaključen, a drugi, prestaje otkazom uz poštovanje određenih otkaznih rokova. Zakon o obligacionim odnosima[4] predviđa situaciju kada zakupac može otkazati ugovor o zakupu bez davanja otkaznog roka.

- Propast stvari usled više sile - Ugovor o zakupu prestaje i pre isteka ugovorenog roka odnosno davanja otkaza, ukoliko zakupljena stvar potpuno propadne, tako da se više ne može upotrebljavati. Ako predmet zakupa propadne usled dejstva više sile, onda ni jedna strana nije drugoj za to odgovorna, ali ako se propast stvari desi usled krivice jedne strane, drugoj pripada pravo na naknadu štete[5].

- Smrt -  Ugovor o zakupu ne prestaje usled smrti zakupca ili zakupodavca, već se on nastavlja sa naslednicima umrlog ugovornika sve do isteka ugovorenog vremena trajanja zakupa odnosno sve do momenta davanja otkaza[6]. Ugovor o zakupu može prestati da postoji i ukoliko su stranke ugovorom dogovorile da ugovor prestaje smrću jedne od ugovornih strana.

## Literatura
- Miljačić, M. 1988. Obligacioni ugovori, Savremena administracija, Beograd 85-100 str.

Zakon o obligacionom odnosima